# Facultad de Arquitectura y Urbanismo de la Universidad de São Paulo
La Facultad de Arquitectura y Urbanismo de la Universidad de São Paulo (FAU o FAUUSP) es una facultad brasileña encargada de la enseñanza de grado y posgrado, la investigación y los servicios de extensión a la sociedad en las áreas de Diseño, Arquitectura y Urbanismo y en campos de conocimiento afines, como el Paisajismo.
Fue fundada en 1948 por un grupo de profesores de la Escuela Politécnica de la Universidad de São Paulo - entre los que se encontraban João Batista Vilanova Artigas y Luís Inácio de Anhaia Melo - siendo una de las principales referencias en la enseñanza de la arquitectura moderna en Brasil. Poco después se convirtió también en una de las principales escuelas de su género en ese país y en América Latina. Su primera sede estuvo en Vila Penteado. La sede actual comenzó a construirse en 1966 en la Ciudad Universitaria de la Universidad de São Paulo, a partir de un proyecto de João Batista Vilanova Artigas con Carlos Cascaldi.
La universidad se convirtió en uno de los principales representantes de la arquitectura modernista del país, destacando por el uso del hormigón bruto, el vidrio y la simplicidad de sus líneas, características del movimiento. En 1981, el Consejo de Defensa del Patrimonio Histórico del Estado de São Paulo declaró como patrimonio el edificio Vilanova Artigas, nombre original del edificio, por formar parte del proceso de valorización de ejemplos de arquitectura contemporánea en el marco de la arquitectura brasileña y de la producción de la arquitectura paulista contemporánea. 
Por la FAU han pasado varias figuras públicas brasileñas, como Fernando Meirelles y Chico Buarque. 